# Gerocyptera marginalis
Gerocyptera marginalis là một loài ruồi trong họ Tachinidae.